# Lewis Island (Australia Meridionale)
L'isola di Lewis (in inglese: Lewis Island) è un'isola australiana sita nel golfo di Spencer, sulla punta meridionale della penisola di Eyre.

## Geografia
L'isola è situata circa 29 km a sud-est del centro regionale di Port Lincoln, fra la penisola di Jussieu ad ovest, Little Island (dalla quale è separata da un braccio di mare di 926 m) a nord-ovest, Smith Island (dalla quale dista 2,8 km) a sud e Hopkins Island ad est.
Lewis Island presenta una forma ellittica allungata in direttrice nord-sud: essa è composta quasi interamente di roccia granitica, sormontata dùnella parte centrale da uno strato di calcarenite.

A differenza delle altre isole del gruppo di Taylor Island, Lewis Island non ha aspetto pianeggiante o ad altopiano ma bensì presenta un dislivello che va dal livello del mare a circa 30 m di altezza nel giro di un centinaio di metri, fino a raggiungere un picco di 44 m nella sua porzione meridionale. L'area costiera settentrionale presenta inoltre l'unico punto di approdo all'isola, a condizione che il mare sia calmo e le maree lo consentano.

## Storia
Lewis Island si è formata circa 8400 anni fa, quando il livello del mare dell'area cominciò ad alzarsi verso l'inizio dell'Olocene.
L'isola prende il nome da George Lewis, uno degli 8 membri dell'equipaggio dell'HMS Investigator (i quali danno il nome a tutte le isole del gruppo di Taylor Island) al comando di Matthew Flinders che persero la vita il 21 febbraio 1802 quando il cutter sul quale stavano andando a cercare acqua potabile sulla terraferma venne ribaltata dalle onde.
Lewis Island è stata utilizzata per l'estrazione del guano fin dagli anni '80 del XIX secolo: il materiale estratto dall'arcipelago di Taylor Island veniva rivenduto a Port Adelaide a 3£10s per tonnellata.

Fin dal 1965 l'isola, assieme a numerose altre del gruppo di Taylor Island, venne dichiarata area protetta: a lungo parte del Lincoln National Park, dal 30 settembre 2004 Lewis Island è entrata a far parte dell'area protetta di Memory Cove Wilderness Protection Area e dal dicembre 2012 le acque adiacenti l'isola e quelle circostanti sono divenute parte dell'area marina protetta di Thorny Passage Marine Park.

## Flora e fauna
Le aree di terreno più profondo dell'isola sono dominate dall'Atriplex paludosa e dall'invasivo Lycium di origine sudafricana: sono state inoltre censite nel 1996 almeno 19 altre specie vegetali fra cui sedano marino, karkalla, tecticornia grigia, malvarosa australiana, boobialla, geranio australiano e Zygophyllum.
Nel 1996 sulle alture meridionali di Lewis Island era presente una colonia riproduttiva di uccello delle tempeste facciabianca: la presenza di stormi di gabbiano australiano e gabbiano del Pacifico sembrerebbe indicare la presenza di colonie anche di questi animali. Nel 2013 venne inoltre individuata come sito riproduttivo della specie prossima alla minaccia berta piedicarnicini.

Le aree costiere vengono scelte come zone di riposo dai leoni marini australiani (dei quali Lewis Island ospiterebbe anche una cellula riproduttiva) e dai cormorani faccianera: l'osservazione di tunnel nell'area calcarea dell'isola farebbe inoltre supporre la presenza dei pinguini minori blu. L'interno di Lewis Island è infine popolato da gechi marmorati, scinchi di Péron ed Egernia.